# Jablanica (gmina Tutin)
Jablanica (cyr. Јабланица) – wieś w Serbii, w okręgu raskim, w gminie Tutin. W 2011 roku liczyła 81 mieszkańców.